# 宮脇修一
宮脇 修一（みやわき しゅういち、1957年〈昭和32年〉7月1日 - ）は日本の原型師・実業家・タレント・株式会社海洋堂顧問・元専務取締役・元代表取締役社長。株式会社海洋堂高知代表取締役社長。ワンダーフェスティバル実行委員長。大阪芸術大学キャラクター造形学科教授。愛称は「センム」。大阪府出身。父親は海洋堂の創設者・宮脇修（みやわきおさむ）。

## 経歴
1957年（昭和32年）、大阪府に生まれる。父の宮脇修は、修一が小学校に入学するのを機に1964年（昭和39年）、大阪府守口市に模型店「海洋堂」を開業した。このため修一はプラモデルと造形に親しみ、小学生から店の手伝いを始め、中学には店長となった。
中学卒業後、正式に海洋堂に入社。開業当初は敷地面積1坪半という小さな模型屋だったが、父および父の下に集まった原型師らと共に事業を拡大させ、帆船模型ブームや戦車模型ブーム、ガレージキットブーム、フルタ製菓のチョコエッグブーム（食玩ブーム）などを引き起こし、海洋堂を世界的な模型メーカーへと押し上げた。
1985年（昭和60年）、海洋堂の株式会社改組に伴い専務取締役に就任。この頃から「センム」の愛称で呼ばれる。
2005年（平成17年）、海洋堂社長に就任（ただし愛称はセンム）。
2020年（令和2年）、MSD企業投資株式会社との資本業務提携に伴い再び専務となる。後に顧問に就任。
毎年2回、ガレージキットの祭典「ワンダーフェスティバル」を主催。大阪芸術大学キャラクター造形学科でフィギュア造形の教鞭をとる。また「宮脇センム」の芸名で吉本興業に所属している。

## テレビ出演
- 日経スペシャル カンブリア宮殿 オタクを超えた精巧さ！大英博物館も認める技術集団（2012年9月27日、テレビ東京）[5]

## 書籍

### 著書
- 『造形集団 海洋堂の発想』（2002年9月20日、光文社）ISBN 978-4334031602
- 『「好きなこと」だけで生きぬく力 自分基準の仕事で世界一になれ』（2012年1月20日、WAVE出版）ISBN 978-4872905410

### 監修
- 『昭和の未来科学模型 ロボット編』（著者:小野和弘 黄金模型店、監修:宮脇修一）（2008年8月3日、黄金模型店）ISBN 9784990429409